# André Guillard du Mortier
Pour les articles homonymes, voir Guillard.
André Guillard (ou Guillart), seigneur du Mortier, de L’Epichellière, de L’Isle, d’Assé-Le-Riboulle-au-Maire, né vers 1517, mort le 7 septembre 1579, fut conseiller d'État, maître des requêtes ordinaire de l'hôtel du roi, premier président du Parlement de Bretagne. 

## Généalogie
Il était le petit-fils de Charles Guillard, président à mortier au Parlement de Paris, et le fils d'André Guillard (v. 1495-1568), seigneur du Mortier et de L'Épichelière, intendant des finances sous Henri II, lui-même frère de Louis Guillard, qui fut successivement évêque de Tournai au siège de Tournai (1519-1524), évêque de Chartres (1525-1553), de Chalon-sur-Saône (1553-1560) et de Senlis (1560-1561).
Sa sœur, Isabeau Guillard, fut mariée à René Baillet, seigneur de Sceaux et de Tresmes, président du parlement de Paris dont elle eut André Baillet, Isabeau Baillet mariée à Nicolas Potier, Charlotte Baillet mariée à Louis Potier de Gesvres.
Il se maria le 7 juillet 1551 à Marie, sœur de Florimond II Robertet, dame de Fresnes, petite-fille maternelle d'Antoine Le Viste.
Leur fils Louis Guillard, seigneur de L'Épichelière (mort en 1617), devint protestant, mais le petit-fils de ce dernier, Charles Guillard, marquis d'Arcy, revint au catholicisme et fut membre de l'ordre de l'Oratoire. 

## Biographie
Il devint maître des requêtes ordinaire de l'hôtel du roi en 1547, sur une charge résignée en sa faveur par son père, qui se fit renommer maître des requêtes en 1549.
Il fut désigné comme premier président du Parlement de Bretagne le 1er mars 1557 (1556 « vieux style »), en remplacement de son beau-frère René Baillet, et conserva cette charge jusqu'en 1570. Il siégea au Conseil du roi sous François II et Charles IX. 
En 1561, il fut envoyé en ambassade à Rome (où il arriva le 6 juin), en prévision de l'ouverture de la troisième session du concile de Trente.
En 1574, il vendit des maisons, rue des Vieilles-Étuves et rue du Four, à Paris, à la reine mère, Catherine de Médicis, qui voulait agrandir son hôtel.

## Armoiries
De gueules, à deux bourdons de pèlerin d'or, posés en chevron, acc. de trois monts ou montjoyes d'argent.
Devise« In fide sta firmiter. »